# Royer
Royer – miejscowość i gmina we Francji, w regionie Burgundia-Franche-Comté, w departamencie Saona i Loara.
Według danych na rok 1990 gminę zamieszkiwało 106 osób, a gęstość zaludnienia wynosiła 18 osób/km² (wśród 2044 gmin Burgundii Royer plasuje się na 804. miejscu pod względem liczby ludności, natomiast pod względem powierzchni na miejscu 1183.).